# OceanoGraphy
OceanoGraphy is het derde studioalbum van Synth.nl. Vorige albums gingen over straaljagers en de atmosfeer, dit album is gewijd aan de oceanen en alle levende wezens daarin, met name de walvissen. Een deel van de opbrengsten van dit album gingen naar het WWF.De muziek is melodieus ondersteund door sequencers. Af en toe zijn walvisgeluiden te horen via samples.

## Musici
- Michel van Ossenbrugge – synthesizers, elektronica

## Muziek
| Nr. | Titel              | Duur |
| --- | ------------------ | ---- |
| 1.  | Antartico          | 6:34 |
| 2.  | Balaenoptera       | 5:45 |
| 3.  | Atlantische Oceaan | 6:56 |
| 4.  | Carcharodon        | 6:15 |
| 5.  | Megaptera          | 5:05 |
| 6.  | Oceanography       | 7:40 |
| 7.  | Tursiops           | 5:04 |
| 8.  | Indico             | 5:12 |
| 9.  | Chelonia           | 5:17 |
| 10. | Artico             | 6:14 |
| 11. | Orcinus            | 5:46 |
| 12. | Pacifico           | 5:48 |